# ببرماهی سیامی
ببرماهی سیامی (نام علمی: Datnioides pulcher) نام یک گونه از سرده ببرماهی است.